# Frikassee

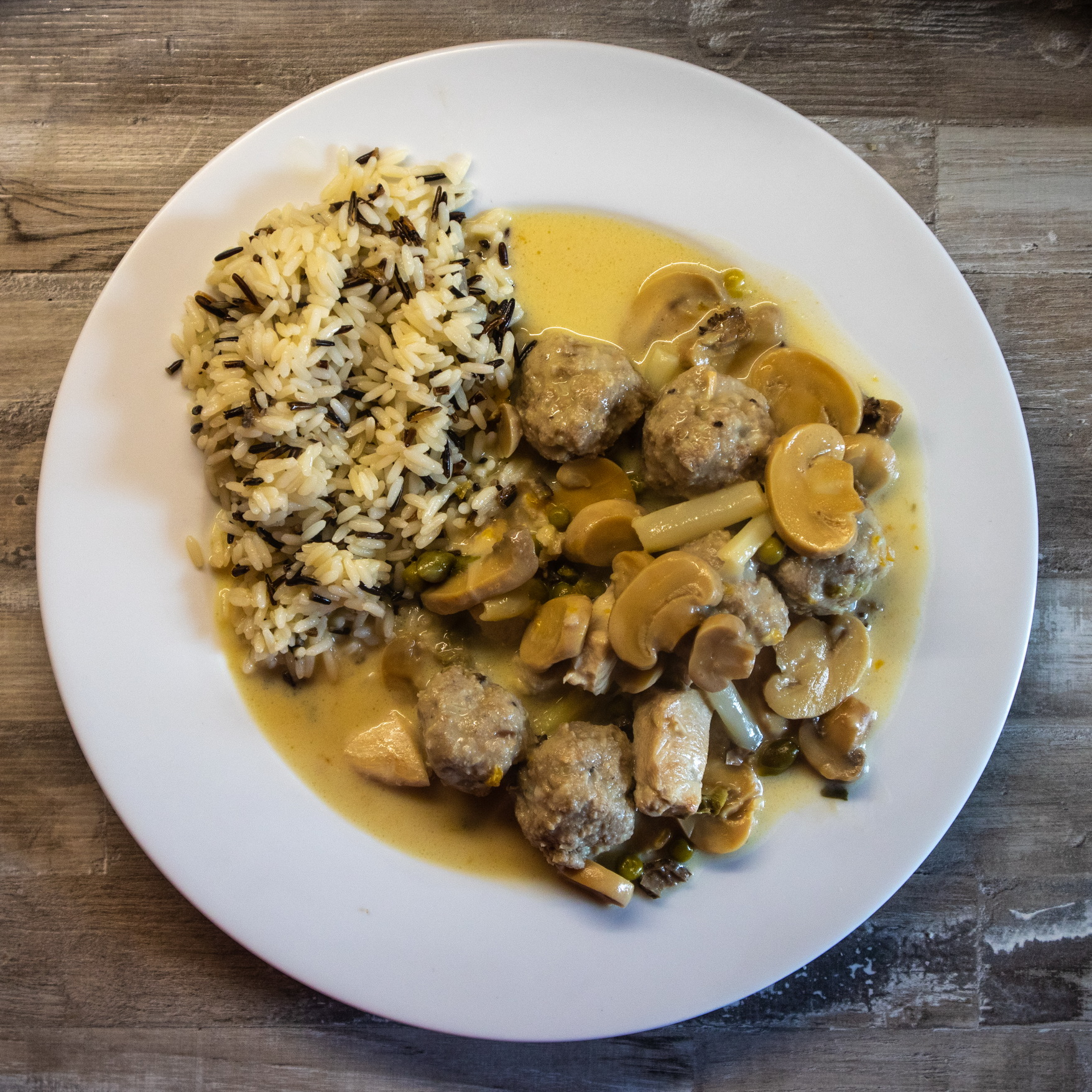
Frikassee mit Reis

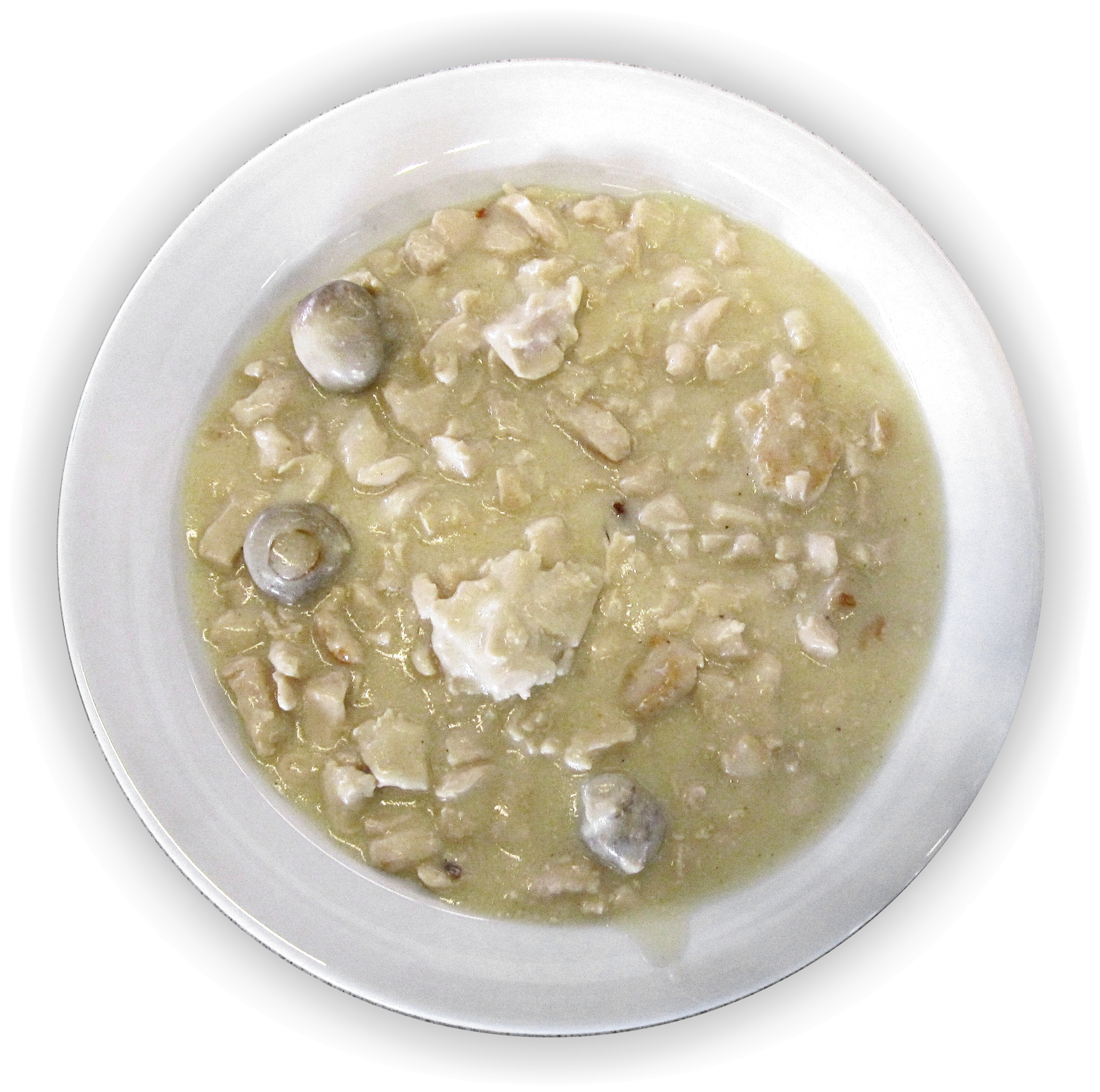
Hühnerfrikassee mit Champignons und Blumenkohl

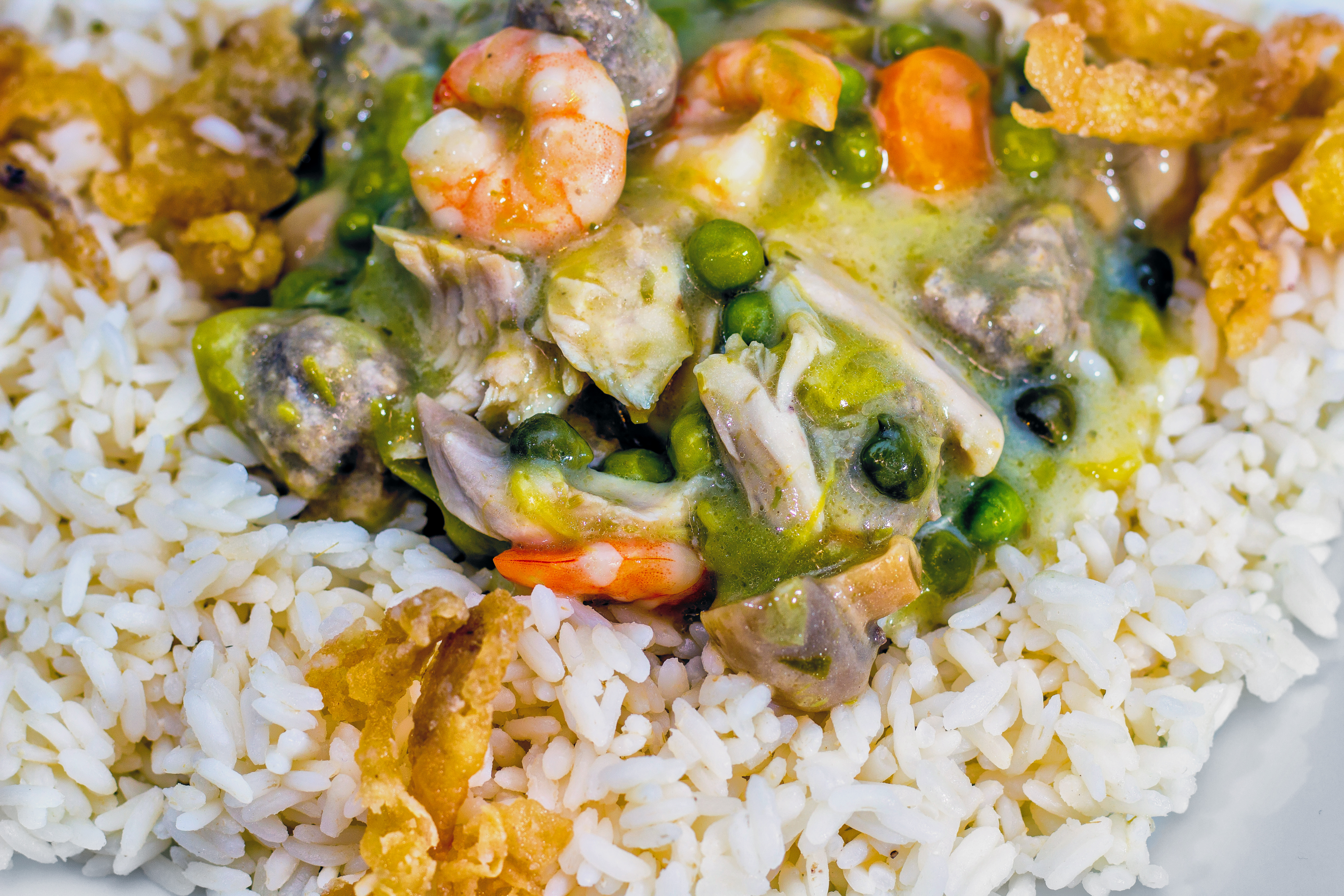
Berliner Frikassee

Frikassee (französisch fricassée, mit verschiedenen Ableitungen aus romanischen Sprachen) ist ein Ragout aus hellem Fleisch in weißer Sauce mit cremiger Konsistenz. Es wird oft mit Kalb, Huhn oder Kaninchen zubereitet. Taube, Pute, Lamm oder Schwein können ebenfalls verwendet werden. Auch beim Blankett oder Blanquette handelt es sich um helle bzw. weiße Ragouts oder Geschnetzeltes aus Kalb, Geflügel, Kaninchen oder Lamm.

## Unterscheidung von Frikassee und Blankett
Handwerklich korrekt unterscheidet sich das Blankett jedoch von der klassischen Frikassee-Zubereitung, der Unterschied liegt in erster Reihe in den Garverfahren und in der Bindung. Gemeinsam ist die Vollendung mit Liaison und gelegentlich das leichte Anbraten, sodass die Fleischstücke dennoch hell bleiben. Danach unterscheidet sich die Zubereitung:
Blankett wird pochiert oder gekocht. Häufig wird für Blankett das Fleisch zuerst blanchiert, dann warm und nochmals kalt abgespült, in Fond aufgekocht, abgeschäumt und fertig gekocht. Die Bindung des Fonds erfolgt durch eine Roux. Wesentlicher Unterschied zum Frikassee ist, dass die Soße erst nach dem Garen hergestellt wird. Die Mehlschwitze wird je nach Rezept auch weggelassen, beispielsweise für Blanquette mit Fisch, das mit Eigelb und Crème double gebunden wird.
Das Fleisch für Frikassee kann gedünstet oder auch sautiert werden und wird dann in einer eingedickten Brühe/Sauce fertig gegart. Die Bindung erfolgt durch Reduzieren  des Dünstfonds und Anstäuben der Fleischwürfel mit Mehl, dann wird mit Brühe aufgefüllt und in der entstandenen Sauce fertig gegart.
Umgangssprachlich und in bestimmten Küchentraditionen werden die Bezeichnungen austauschbar verwendet.

## Geschichte
Früher wurden auch dunkle Ragouts mit Geflügel, Fleisch, Fisch oder Gemüse als Frikassee bezeichnet, für das 17. Jahrhundert sind als Zutaten beispielsweise Kalbsleber, Kalbsfüße, Hühner, Tauben, Äpfel und Spargel belegt. Es handelte sich um eine (in Frankreich) verbreitete, aber nicht sehr vornehme Speise. Ebenso verwendet man die Bezeichnung für ähnliche Speisen aus gedünstetem, nicht angebratenem, weißem oder hellem Fleisch, Speisefisch oder Gemüse in einer mit Eigelb gebundener Velouté. Das Gericht ist unter diesem Namen in deutschen und französischen Schriften bis ins 18. Jahrhundert nachweisbar.

## Zubereitung von Frikassee
Für die Zubereitung eines klassischen Frikassees wird das Fleisch oder Geflügel in mundgerechte Stücke geschnitten oder geteilt, in Butter leicht angeschwitzt, ohne dass es Farbe annimmt, mit Mehl bestäubt und in Fleisch- oder Hühnerbrühe gedünstet. Der entstandene Fond wird mit Sahne und Eigelb legiert sowie mit weißem Pfeffer, Muskatblüte und Zitronensaft abgeschmeckt. Weitere Zutaten können Kalbsbries, Champignons, junge Erbsen, Spargel, Morcheln, kleine Zwiebeln, Blumenkohl, Pistazien oder Kapern sein. Die Sauce kann zusätzlich mit kalter Butter montiert werden. Als Beilage wird meist Reis gereicht.

### Varianten
- Frikassee von Huhn oder Taube
- Kaninchenfrikassee
- Lammfrikassee
- Putenfrikassee
- Zungenfrikassee
- Frikassee von der Seezunge

## Zubereitung von Blankett
Für die Zubereitung als Blankett oder Blanquette schneidet man das Fleisch in grobe Würfel oder teilt Geflügel entsprechend. Anschließend wird das Fleisch in Fond oder Wasser mit Möhren, gespickter Zwiebel und Kräutern gekocht. Danach wird das Fleisch in mundgerechte Stücke geschnitten. Die Kochflüssigkeit wird mit heller Mehlschwitze gebunden, über das Fleisch passiert, gewürzt, mit Eigelb und Rahm legiert und mit dem Fleisch und weiterer Einlage vermischt. Blankette zählen heutzutage zu den hellen Ragouts, zumal seit die Zubereitung mit Mehlschwitze nicht mehr üblich ist.

### Varianten
- Kalbsblankett (auch Blanquette de veau) aus grob gewürfeltem Kalbfleisch.[15]
- Blankett Haushälterinart (auch Blanquette à la ménagère): mit gedünsteten Zwiebelchen, kleinen jungen Möhren und neuen Kartoffeln in Butter gedünstet
- Blankett von Kalbfleisch alter Art (auch Blanquette de veau à l'ancienne): mit gedünsteten Zwiebelchen und Champignonköpfen garniert
- Blankett Wiener Art (auch Blanquette de veau à la viennoise): Beim Anrichten mit Mischgemüse aus Möhren, Blumenkohl, Erbsen, Spargelspitzen und Champignons garniert. Mit Reis serviert.
- Lammblankett (auch Blanquette d’agneau)

### Berliner Hühnerfrikassee
Es handelt sich trotz der Bezeichnung Frikassee um eine Zubereitung nach Art eines Blanketts: Nach dem Kochen einer Hühnerbrühe wird das bereits gare Fleisch geschnitten, aus Mehl, Butter und Brühe eine weiße Grundsauce hergestellt und das Fleisch und die übrigen Zutaten darin eine Weile erhitzt. Als Einlage verwendet man traditionell Morcheln, Champignons, Kalbsbries und Kalbsklößchen. Die Speise wird mit der Sauce nappiert, mit Kapern bestreut und mit Krebsfleisch umlegt (gefüllte Krebsnasen bzw. Krebsschwänze).